# گل‌ساعتی سیر
گل ساعتی سیر (نام علمی: Passiflora loefgrenii) نام یک گونه از سرده گل ساعتی است.